# Civilno-javno partnerstvo
Civilno-javno partnerstvo oblik je sudioničkog upravljanja javnim resursima u kojem ravnopravno sudjeluju civilno društvo i javna uprava. Za razliku od konvencionalnih i tradicionalnih pristupa u upravljanju javnim resursima, civilno-javno partnerstvo predstavlja zajedničko i suradničko djelovanje i dijalog između javnog i civilnog sektora u svrhu kvalitetnijeg, djelotvornijeg i učinkovitijeg upravljanja i korištenja javnih resursa. Suradnja se u okviru civilno-javnog partnerstva uspostavlja na inicijativu javnog ili civilnog sektora.

## Civilno-javno partnerstvo u kulturi
U Hrvatskoj se pojam civilno-javnog partnerstva u kulturi javlja u kontekstu društveno-kulturnih centara, odnosno među inicijativama koje zagovaraju nastanak društveno-kulturnih centara i neku vrstu sudioniočkog upravljanja prostornim resursom u kojem djeluju. 
Prva javna ustanova osnovana po principu civilno-javnog partnerstva u Hrvatskoj je POGON – Zagrebački centar za nezavisnu kulturu i mlade koji su 2008. godine suosnovali Grad Zagreb i Savez udruga Operacija grad, mreža organizacija s područja nezavisne kulture i mladih, koji njime zajednički upravljaju. Pogon djeluje u prostoru bivše tvornice pumpi (koja je zatvorena i napuštena 1990. godine), na Trnjanskom nasipu kraj Save te u uredskoj lokaciji u centru Zagreba.

## Vanjske poveznice
- Public-Civil-Partnerships for a Better City dirkholemans.be
- Model nove javne kulture kulturpunkt.hr
- O nama – tko smo – drugi o Pogonu pogon.hr